# Henotesia difficilis
Henotesia difficilis är en fjärilsart som beskrevs av Paul Mabille 1880. Henotesia difficilis ingår i släktet Henotesia och familjen praktfjärilar. Inga underarter finns listade i Catalogue of Life.